# PNRC2
PNRC2‏ (Proline rich nuclear receptor coactivator 2) هوَ بروتين يُشَفر بواسطة جين PNRC2 في الإنسان.